# Cal Barquer
Cal Barquer és un mas situat al municipi de Sant Miquel de Fluvià, a la comarca catalana de l'Alt Empordà.